# Орестовка
Орестовка (укр. Орестівка) — село в Рукшинской сельской общине Днестровского района Черновицкой области Украины.
До 2020 года село входило в Хотинский район
Население по переписи 2001 года составляло 569 человек. Почтовый индекс — 60007. Телефонный код — 3731. Код КОАТУУ — 7325086803.